# Tornower See
Der Tornower See ist ein rund 36 Hektar großer See in Teupitz, einer brandenburgischen Gemeinde im Landkreis Dahme-Spreewald.

## Geographie und Naturraum
Der See liegt in der Gemarkung Tornow, die als Ortsteil zur Gemeinde Teupitz gehört. Der Dorfkern mit einem Anger befindet sich rund 500 Meter östlich des Gewässers. Der Ortsteil grenzt im Westen an den See, der im übrigen Bereich von Mischwald umgeben ist. Südlich und westlich des Gewässers befindet sich das Naturschutzgebiet Briesensee und Klingeberg mit dem gleichnamigen Briesensee. Zwischen beiden Seen besteht über den Briesengraben eine direkte Verbindung. Wenige Meter nördlich dieses Grabens erinnert ein Gedenkstein an den Berliner Botaniker Adolf Strauss (1904–1986), der im Schenkenländchen tätig war. Von Osten fließt der Bullgraben zu, während im Nordwesten das Hohemühlenfließ den einzigen Abfluss des Sees darstellt. Dort befand sich zu einer früheren Zeit eine Mühle, die als Tanz- und Ausflugslokal genutzt wurde und sich im 21. Jahrhundert im Privatbesitz befindet.

## Flora und Fauna
Untersuchungen der Bundesforschungsanstalt für Forst- und Holzwirtschaft in Müncheberg haben ergeben, dass im südlich an den See angrenzenden naturnahen Kiefern-Eichen-Mischwald autochthone Kiefern wachsen, die bei einem Alter von rund 240 Jahren als die wohl ältesten Brandenburgs angesehen werden. Einige dieser Bäume stehen in der Nähe der Quelle Klingespring und sind mit Nummern versehen, um sie besser identifizieren zu können. Das dort austretende Wasser führte im Laufe der Jahrhunderte zu einem Erosionstrog, während auf der gegenüberliegenden Stelle im See ein Schwemmkegel aus Sand entstand. Im Quellwasser gedeihen die Braune Brunnenkresse, das Sumpf-Vergissmeinnicht, verschiedene Quellmoose, die Bachbunge und der Sumpf-Schachtelhalm.
Die aquatische Vegetation ist spärlich ausgebildet. Stellenweise finden sich kleine Bestände von Weißer See- und Gelber Teichrose sowie von Mittlerem Nixenkraut. Das Wasser des hocheutrophen Tornower Sees ist grün und trübe. Unterwasserpflanzen fehlen weitestgehend. Die untere Makrophytengrenze liegt bei 1,20 m. Im Uferbereich des Sees wächst nur an wenigen Stellen Röhricht in einer Höhe von ein bis zu vier Metern. Am Ufer stehen überwiegend Schwarz-Erlen. In der Umgebung des Sees finden sich die Heidelbeere, der Wachtelweizen, die Hainsimsen, die Gemeine Hasel, der Gewöhnliche Tüpfelfarn sowie – in den feuchten und nassen Senken – die Schwarz-Erle sowie der Waldsauerklee. Weiterhin wachsen in dem Gebiet rund um den See die Rotbuche, Birken, die Vogelbeere, die Robinie und die Roteiche. An einigen der Kiefern sind Spuren erkennbar, die auf die Gewinnung von Naturharz zur Zeit der DDR hindeuten. Üblicherweise wurden derartige Bäume nach der Gewinnung des Materials abgeholzt. Hier sind sie jedoch stehen geblieben.
Im Gebiet wurden weiterhin der Fischotter, der Fischadler, der Eisvogel, der Schwarzspecht, der Grünspecht, der Rohrschwirl, der Drosselrohrsänger, der Grasfrosch, der Moorfrosch, die Zauneidechse sowie die Grüne Mosaikjungfer nachgewiesen.

## Nutzung

### Fischwirtschaft
Der Tornower See wird gewerblich durch den Fischereibetrieb Rangsdorf-Teupitz bewirtschaftet, der den Fang zweimal im Jahr unter Einsatz von Stellnetzen betreibt. Die kommerziell wichtigste Fischart ist der Zander. Der See wird etwa alle zwei Jahre mit Aalen besetzt. Des Weiteren kommen im See Hechte, Brachsen, Schleie, Karpfen, Welse, Rotaugen, Rotfeder und Ukeleie vor. Angelkarten können beim Fischereibetrieb erworben werden.

### Freizeitaktivitäten
Am Südufer des Tornower Sees gibt es eine offizielle Badestelle mit einer künstlichen schwimmenden Insel. Die Naturschutzgruppe Teupitzer Seengebiet im NABU Dahmeland hat unter der Leitung von Stephan Runge in Zusammenarbeit mit dem Oberförster Hans-Joachim Sommerfeld um den See einen Rundweg angelegt, der dem Besucher die Fauna und Flora an insgesamt 34 Stationen nahebringt. Das Projekt wurde von der Stadt sowie einer soziotherapeutischen Einrichtung aus Tornow unterstützt. Der See befindet sich im Südwesten des Naturparks Dahme-Heideseen.